# هارولد هاردویک
هارولد هاردویک (انگلیسی: Harold Hardwick; ۱۴ دسامبر ۱۸۸۸ – ۲۲ فوریهٔ ۱۹۵۹) شناگر اهل استرالیا بود.
وی در مسابقات کشوری و بین‌المللی در مجموع برندهٔ ۱ مدال طلا، ۲ مدال برنز شده‌است.